# Denso Corporation
Denso Corporation (株式会社デンソー, Kabushiki-Gaisha Densō) est un fabricant mondial de composants automobiles dont le siège social est situé dans la ville de Kariya, dans la préfecture d'Aichi, au Japon.
Après être devenue indépendante de Toyota Motor, la société a été fondée en 1949 sous le nom de Nippon Denso Co. Ltd. (日本電装株式会社, Nippon Densō Kabushiki-Gaisha). Environ 25 % de la société appartient à Toyota. Bien qu'ils fassent partie du groupe de sociétés Toyota, à la fin de l'année fiscale se terminant en mars 2016, les ventes au groupe Toyota représentaient moins de 50 % du chiffre d'affaires total (44 % des revenus provenaient d'autres constructeurs automobiles au Japon, en Allemagne, aux États-Unis et Chine). En 2016, Denso était le quatrième plus grand fournisseur de pièces automobiles au monde.
En 2013, Denso figurait au n 242 de la liste Fortune Global 500 avec un chiffre d'affaires total de 43,1 milliards de dollars.
En 2021, DENSO Corporation se composait de 200 filiales consolidées (64 au Japon, 23 en Amérique du Nord, 32 en Europe, 74 en Asie, 7 en Océanie et dans d'autres régions).

## Nom
Le nom Denso (電装, densō) est un mélange des termes japonais pour « électricité » (電気, denki) et « appareil » (装置, sōchi).

## Opérations
La société développe et fabrique diverses pièces automobiles, notamment des composants de moteurs à essence et diesel, des composants de véhicules hybrides, des systèmes de climatisation, des groupes d'instruments, des systèmes d'airbag, des systèmes de radar précollision et des bougies d'allumage. Denso développe et fabrique également des composants non automobiles, tels que des équipements de chauffage domestique et des robots industriels. Un robot industriel Denso a attiré l'attention du public au Japon lorsqu'il a mené une partie de shogi contre des joueurs professionnels.
En juin 2020, Denso a annoncé l'ouverture de son "Electrification Innovation Center" dans son usine d'Anjō. L'installation soutiendra le développement de produits et de technologies de l'entreprise pour les véhicules électriques et hybrides.

### Ventes
En 2014, les ventes mondiales de Denso se répartissaient comme suit :
- Systèmes thermiques : 30,4 %
- Systèmes de commande du groupe motopropulseur : 35,0%
- Systèmes électroniques : 15,3 %
- Systèmes électriques : 9,4 % Moteurs électriques : 7,0 %
- Autres produits automobiles : 1,4 %
- Systèmes industriels, produits de consommation : 1,1 %
- Autres produits non automobiles : 0,4 %

### Denso Wave
Denso Wave est une filiale qui fabrique des produits d'identification automatique (lecteurs de codes-barres et produits associés), des robots industriels et des contrôleurs logiques programmables. En 1992, l'ingénieur Masahiro Hara qui travaille au sein du département de Recherche & Développement de la société, se voit confier la tâche de développer un nouveau système de code 2D capable de suivre de manière productive les composants utilisés dans l'industrie automobile.
Face aux limites des codes-barres traditionnels, notamment leur faible capacité d'information et leur sensibilité aux détériorations (comme les taches d'huile), il entreprend alors ses recherches et crée le QR code en 1994. Ce code, inspiré du jeu japonais Go, où des motifs noirs et blancs sont placés sur un plateau, permet de stocker jusqu'à 200 fois plus de caractères qu’un code-barres classique tout en restant lisible, même lorsque 30 % de sa surface est endommagée grâce à un mécanisme intégré de correction d'erreurs.
Initialement nommé "ND code" (pour Nippon Denso), il a été rebaptisé QR code en référence à Quick Response pour mettre en avant sa rapidité de lecture. Diffusé sous licence libre, le QR code a connu une adoption progressive, d’abord dans l’industrie automobile, puis dans des secteurs variés tels que le commerce, le marketing et la logistique.
Au début des années 2000, les QR codes ont commencé à être intégrés aux téléphones portables au Japon, facilitant leur usage comme lien vers des sites Internet. Ce développement a marqué un tournant dans la diffusion mondiale de cette technologie, accélérée par l’avènement des smartphones en 2010. Hara attribue le succès mondial du QR code à sa licence libre : "A mon avis, c’est parce qu’on l’a laissé sous licence libre que le QR code est devenu universel. Mais si nous avions déposé un brevet, le code ne se serait sans doute pas diffusé au-delà du milieu automobile." 
En 2024, à l’occasion des 30 ans du QR code, Hara a exprimé sa fierté devant la propagation de son invention dans des domaines aussi variés que le design, la santé, et même le tatouage. Il a notamment souligné l’appropriation culturelle du QR code, comme celle de l’artiste qargo qui associe des QR codes à des Lego pour concevoir des portraits interactifs et unique.
En 2014, Masahiro Hara a reçu le Prix de l'Inventeur Européen pour cette innovation majeure.

### Denso International America
Denso International America est la filiale américaine de Denso.
En 1970, Denso Corporation a décidé de s'étendre à l'étranger de Kariya, au Japon, à l'Amérique du Nord. Denso Sales California, Inc. a été fondée à Hawthorne, en Californie, en mars 1971. La société ne comptait que 12 associés, dont quatre Américains. L'objectif de Denso Sales California était de promouvoir ses systèmes de climatisation en option dans les véhicules fabriqués au Japon.
En mai 1975, Denso Corporation a ouvert une division de vente, Denso Sales, à Southfield, Michigan.
En septembre 1975, Denso International America a ouvert un centre de service à Cedar Falls, Iowa. Cela a été ouvert en raison d'un contrat de pièces agricoles avec John Deere qui comprenait des démarreurs et des compteurs.
Denso International America emploie plus de 17 000 personnes sur 38 sites entre l'Amérique du Nord, l'Amérique centrale et l'Amérique du Sud. À la fin de l'année, le 31 mars 2008, les ventes combinées totalisaient 8,3 milliards de dollars pour tous les sites américains,..

## Sport automobile
Étant donné que Denso fait partie du groupe Toyota, il a aidé Toyota à participer et à développer des voitures pour les sports mécaniques. Denso fabrique des composants électroniques et d'autres pièces pour Toyota Racing Development et Toyota Gazoo Racing. La Toyota TS030 Hybrid, utilisant un système de récupération d'énergie cinétique Denso, a terminé deuxième aux 24 Heures du Mans 2013.
Les produits Denso sont également utilisés dans d'autres sports automobiles japonais, notamment la Super Formula et la Super GT.

## Controverses

### Fixation des prix
Le 30 janvier 2012, le ministère américain de la Justice a annoncé après deux ans d'enquête qu'il avait découvert une partie d'un système de fixation des prix massif dans lequel Denso et Yazaki ont joué un rôle important. Le complot, qui fixait les prix et attribuait des composants à des constructeurs automobiles tels que Toyota et Honda, s'étendait du Michigan au Japon, où il faisait également l'objet d'une enquête. Denso a accepté de payer une amende de 78 millions de dollars,.

### Pompes à carburant défectueuses
En août 2020, un recours collectif a été déposé au Québec concernant des pompes à carburant prétendument défectueuses dans un certain nombre de modèles de véhicules Acura, Honda, Lexus, Subaru et Toyota. Une poursuite distincte sur les pompes à carburant a été déposée pour les autres régions du Canada.

## Honneur
L'astéroïde (10850) Denso est nommé en son honneur.
La société par l'intermédiaire de son inventeur Masahiro Hara a été récompensée du Prix de l'Inventeur Européen en 2014.